# Gare de Shimodate
La gare de Shimodate (下館駅, Shimodate-eki) est une gare ferroviaire japonaise située à Chikusei dans la préfecture d'Ibaraki. Elle est gérée conjointement par les compagnies JR East, Kantō Railway et Moka Railway.

## Situation ferroviaire
La gare de Shimodate est située au point kilométrique (PK) 16,2 de la ligne Mito. Elle marque le début de la ligne Mōka et la fin de la ligne Jōsō.

## Histoire
La gare a été inaugurée le 16 janvier 1889.

## Services aux voyageurs

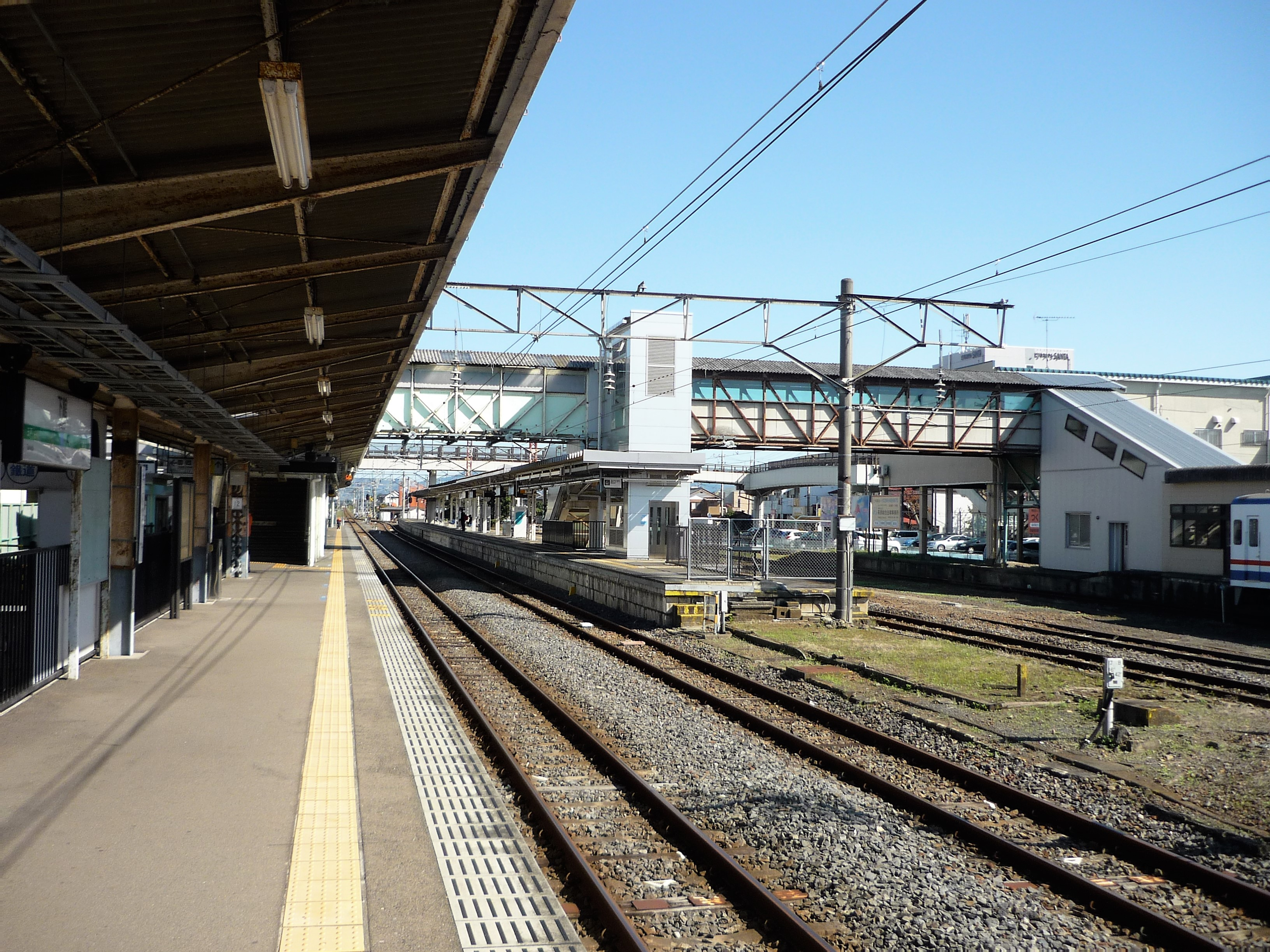
Vue des quais.

### Accès et accueil
La gare dispose d'un bâtiment voyageurs, avec guichet, ouvert tous les jours.

### Desserte
- Ligne Mōka : 
  - voie 1 : direction Mōka, Mashiko et Motegi
- Ligne Mito :
  - voie 2 : direction Tomobe et Mito
  - voies 2 à 4 : direction Oyama
- Ligne Jōsō :
  - voies 5 à 6 : direction Moriya et Toride